# Мечеть Бадемлік
Мече́ть Бадемлі́к (тур. Bademlik Camii) — мечеть у центрі міста Едірне, Туреччина, збудована Еміром Хусейн-беєм у XV столітті. Мечеть, розташована в районі Єні Імарет, також відома під назвами Мечеть Хидирлик, Месджид Еміра Хусейна та Мечеть Емір-шаха.
Мечеть Бадемлік за своїм планом, будівельними матеріалами та технікою, оформленням фасадів, оздобленням та розташуванням мінарету є типовим зразком ранньоосманської архітектури, приклади якої можна побачити в Едірне, Бурсі, Ізніку та Амасьї. Мечеть має квадратний план, один купол, а її притвор перекритий бочковим склепінням. Мінарет, розташований на північному кінці західної стіни, має стовбур, виконаний з одного ряду тесаного каменю та трьох рядів цегли. На стіні кібли та бічних стінах мечеті розташовано по три вікна: два внизу та одне вгорі.